# 相良村立相良中学校
相良村立相良中学校（さがらそんりつ さがらちゅうがっこう）は、熊本県球磨郡相良村にある村立中学校。
2003年（平成15年）に相良村内の中学校2校（相良北・相良南）が統合し開校した。なお、旧・相良南中学校の校地および校舎を継承している。
統合によって、相良村内唯一の中学校となった。

## 概要
歴史
2003年（平成15年）4月に開校。2023年（令和5年）に創立20周年を迎えた。
校訓
「自主・友愛・勤労」
校章
校名「相良」のイニシャルの「S」の形をした川辺川の流れと、相良村の花である福寿草を組み合わせて背景にし、中央に「中」の文字を配している。なお、川辺川の流れの4本線は通学区域である「四浦・川辺・深水・柳瀬」の4地区を象徴している。
校歌
作詞は中竹俊昭、作曲は中竹英昭による。歌詞は3番まであり、3番の歌詞中に校名の「相良中学」が登場する。
通学区域
相良村内全域。小学校区は相良村立相良北小学校および相良村立相良南小学校。

## 沿革
- 2003年（平成15年）
  - 4月1日 - 相良村立中学校2校（相良北・相良南）が統合し、「相良村立相良中学校」（現校名）が開校。
  - 4月 - 開校式を挙行。学級数6・生徒数200名（男子88名・女子112名）でのスタート。
  - この年 - グラウンド周辺の階段作り（PTA奉仕作業）。旧相良北中学校から、テニスコートへの防球フェンス移設。
- 2007年（平成19年）- 特別支援学級（若鮎学級）を新設。
- 2009年（平成21年）- 特別支援学級（若葉学級）を新設。
- 2013年（平成25年） - 運動場全面改修
- 2014年（平成26年） - 体育館屋根改修工事。同年、特別教室エアコン設置。
- 2015年（平成27年） - 相談室・休憩室エアコン設置。同年、全生徒にタブレットPC導入。
- 2016年（平成28年） - 素心館屋根の改修工事を実施。

## 交通アクセス
最寄りの鉄道駅
- JR九州 肥薩線 「人吉駅」
- くま川鉄道 湯前線 「人吉温泉駅」
- くま川鉄道 湯前線 「川村駅」

最寄りのバス停留所
- 産交バス「相良村役場前」停留所下車後、徒歩5分
  - 「人吉駅」もしくは「人吉温泉駅」から産交バスで（田代橋経由）16分、（柳瀬経由）21分
  - 「川村駅」から「川村駅入口」バス停まで徒歩移動（徒歩約3分）し、産交バスで9分

最寄りの幹線道路
- 国道445号
- 熊本県道324号小枝深水線

## 周辺
- 相良村役場・相良村総合体育館
- 相良村立相良南小学校
- 相良村ふるさと館（旧・四浦村役場庁舎）
- なつめ保育園
- 深水簡易郵便局
- 相良村運動公園
- 川辺川